# Łukasz Kaczmarek (chemik)
Łukasz Szymon Kaczmarek (zm. 31 października 2020) – polski profesor nauk chemicznych.

## Życiorys
W 1973 ukończył studia chemiczne na Uniwersytecie Jagiellońskim. W 1976 r. w Instytucie Chemii Organicznej PAN obronił pracę doktorską pt. Synteza i przemiany chemiczne nowych pochodnych dwupirydyli i fenylopirydyn, której promotorem był prof. Paweł Nantka-Namirski. W 1988 r. habilitował się na podstawie pracy zatytułowanej Synteza i niektóre właściwości nowych, poliazotowych układów heterocyklicznych. W 2003 r. nadano mu tytuł profesora nauk chemicznych. Był profesorem w Instytucie Chemii Przemysłowej imienia Profesora Ignacego Mościckiego, Instytucie Farmaceutycznym i Instytucie Chemii Organicznej PAN.
Był dyrektorem i przewodniczącym rady naukowej Instytutu Farmaceutycznego, a także kierownikiem Katedry Chemii Szkoły Nauk Ścisłych.